# Матвеев, Кузьма Матвеевич
Кузьма́ Матве́евич Матве́ев (ок. 1707 — после 1770) — московский купец 1-й гильдии и промышленник.

## Биография
Выходец из крестьянской семьи села Хавки Венёвского уезда Тульской губернии (на момент его рождения село ещё принадлежало Венёвскому монастырю). В 1726 году Кузьма Матвеевич Куликов перебрался в Москву, сменил фамилию с Куликова на Матвеев, и стал невероятно преуспевать в делах.
Он рано заслужил доверие правительства, отдавшего ему в 1742 году на откуп таможенные сборы в Нижнем Новгороде. Императрица Елизавета Петровна для покрытия государственных расходов вводит в 1747 году «табачный откуп», монопольное право на торговлю табаком. «Табачный сбор отдан был на откуп во всём государстве московскому купцу Матвееву на шесть лет за 42391 рубль ежегодно».
Во время проведения 2-й ревизии (1747) в числе купцов, состоящих в сорокоалтынном окладе в Конюшенной Овчинной слободе значится Козма Матвеев сын Куликов — 40 лет, прибывший «Тульского уезда синодальнаго села Хавок из крестьян». В окладной книге 1748 г. в Конюшенной Овчинной слободе среди купцов 1-й гильдии показан: «Козма Матвеев сын Куликов — 40 лет, жительство за Москвой-рекой в приходе Климонта Папы Римского своим двором, имеет в Москве и разных городах откупы; оклад 120 рублей (прибыл в 1726 году Тульского уезда синодальной вотчины села Лобок (видимо имелось ввиду — Хавок) из крестьян)».
В 1748 году у Матвеева была крупная суконная фабрика в Богородском уезде Московской губернии. К началу 50-х годов XVIII века он уже владеет в Московском уезде красочной, сургучной, каразейной фабрикой, ценинной фабрикой (производившей печные изразцы), держит табачный откуп.
В 1752 году получает от государства крупную основанную Петром I Глушаковскую мануфактуру вблизи Курска, с обязанностью поставлять ежегодно на нужды армии до 50 тыс. аршин сукна, а также прочих шерстяных материй хорошим мастерством против иностранного, так, чтобы никакой охулки быть не могло. До него из-за плохого управления производство не превышало всего 15-20 тыс. аршин сукна в год, что не удовлетворяло потребностей армии. Кузьма Матвеев сразу начал усовершенствования в Глушках, открыл филиалы в соседних сёлах Тёткине и Кульбаках, расширил земельные владения. Стадо овец элитной породы, выписанное из Голландии, составило 17 тыс. голов. К началу 1780-х на фабрике уже насчитывалось 100 суконных и 16 каразейных станков.
«Правительство продолжало следовать примеру Петра Великого, при первом удобном случае переводило казённые фабрики в частные руки: так, в 1752 году отдана была казённая суконная фабрика в Путивле в вечное и потомственное владение московскому купцу Матвееву».
Далее Матвеев занялся металлургической промышленностью. В октябре 1753 года, свидетельствуют историки, сенатор, генерал-аншеф, граф Пётр Иванович Шувалов обратился в Берг-коллегию с просьбой дать разрешение на постройку трёх железоделательных заводов на реках Авзян и Узян, которые должны быть оснащены тремя домнами, 18 действующими и 9 запасными молотами. Подрядчик Кузьма Матвеев 2 мая 1754 года приступил к строительству Верхнего Авзяно-Петровского (по имени графа Шувалова) завода на берегу реки Большой Авзян в 9 верстах от места его слияния с рекой Белой, а первое железо получил 11 марта 1755 года. 1 декабря 1755 года в трёх верстах от Верхнего заработал вспомогательный (молотовый) Нижне-Авзянский завод. В 1760 году за 90 тысяч рублей заводы купил Евдоким Демидов.
Вероятно, одним из тайных соучредителей дела К. М. Матвеева был граф Бестужев. Об этом говорит тот факт, что в 1758 году, в интересах бывшего канцлера Кузьма начинает строить церковь св. Климента в Москве. Хотя, к этому моменту Бестужев лишён императрицей Елизаветой состояния и сослан в деревню. В 1756—1758 гг. на средства богатого купца строятся колокольня и трапезная, а 24 июля 1762 года ему выдаётся так называемая «храмозданная грамота» на строительство главного здания собственно церкви, законченное в 1769 году (по другим сведениям — в 1774). В следующем году тем же «коштом Космы Матвеева» для неё отливается большой колокол.
Следуя традициям московского купечества, где ценился не объём капитала, а прежде всего направление финансов на благотворительность, Матвеев тратил большие средства на храмовое строительство в Москве. Несколько храмов города было построено и обновлено с участием его капитала. Полностью на деньги Матвеева был построен церковный комплекс святого Климента, находящийся практически напротив его особняка. В истории церкви отмечено, что К. М. Матвеев обладал художественным вкусом и имел некое отношение к Императорской Академии художеств. Церковь святого Климента не единственная построенная на деньги Матвеева. В 1749—1755 годах строится каменное барочное здание Храма Спаса Преображения на Болванке в Москве «тщанием московских купцов Дмитрия Оленова и Космы Матвеева», а в 1751 году церковь Рождества Богородицы в Хавках, на родине купца..

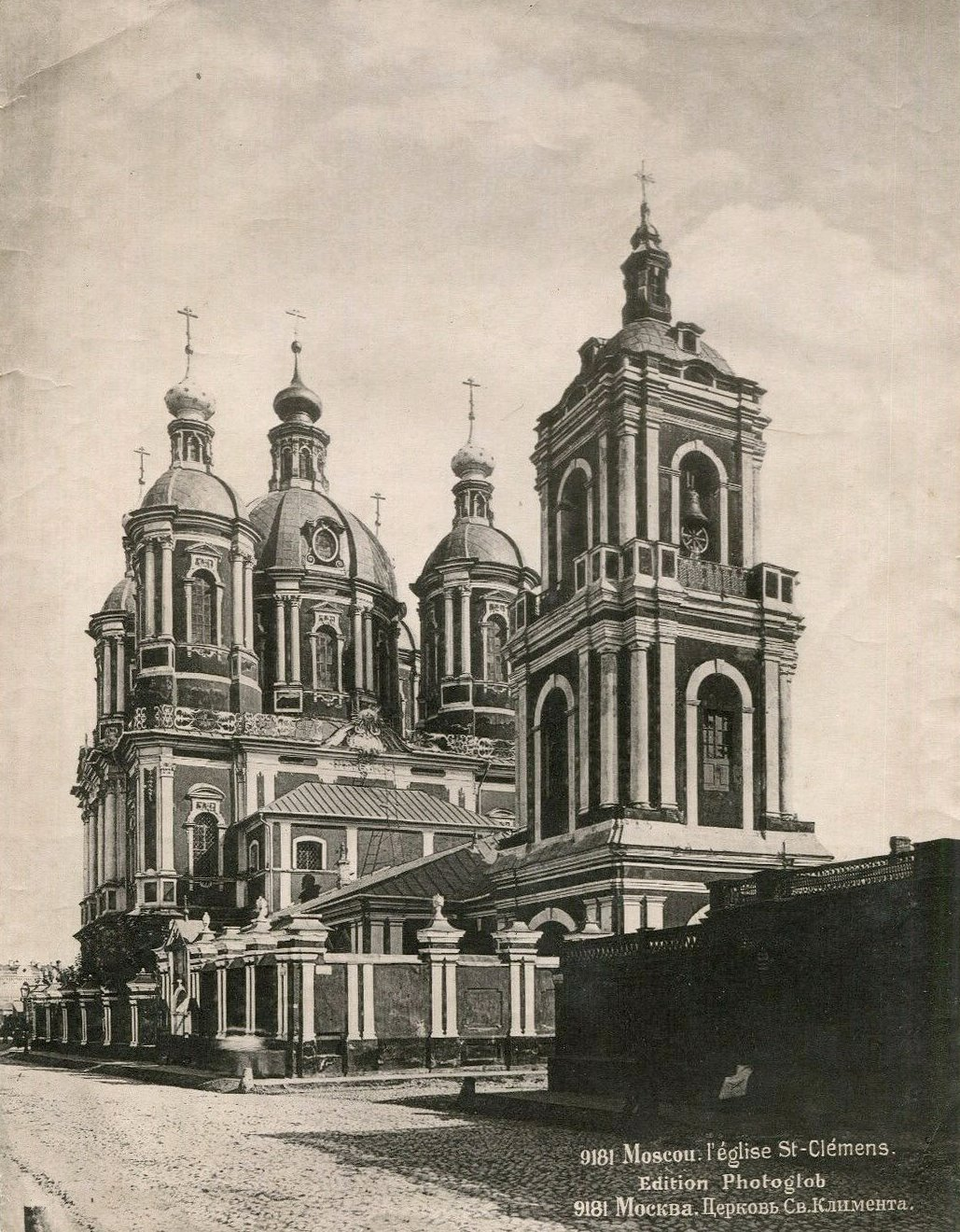
Церковь святого Климента. 1870—1890 годы

## Остафьево
Владение Голицыных Остафьево Матвеев приобрёл по особому разрешению правительства в 1751 году, заинтересованного в развитии производства отечественных красок. Ему, как лицу не принадлежавшему к высшим сословиям, исключительное право на приобретение «деревень» — земли и 500 душ крестьян сельца Климово и деревни Остафьево Московской губернии — давалось с целью обеспечения мануфактуры рабочей силой и на строго оговоренных условиях.
В Остафьеве в 1752 году К. М. Матвеев совместно с П. И. Сухаревым открыли красильное заведение. Пётр Иванович Сухарев был гениальный изобретатель-самоучка, открывший секрет изготовления редких красителей. Они не уступали по качеству заграничным и были необходимы для расцвечивания отечественных тканей и сукон.
В 1754 году Матвеев выслужил звание коллежского асессора, приравнявшее его к дворянскому сословию. В 1756 году умер П. И. Сухарев. Почувствовав себя «дворянином» и единственным владельцем заведения Матвеев взялся за переоборудование усадьбы. На рубеже 1750—1760-х гг. он капитально отстраивает Остафьево. Созданный в это время ансамбль определил главные черты пространственной структуры и всей композиции будущей усадьбы князей Вяземских.
В 1758 году место бывшего красильного заведения, упразднённого Матвеевым два года спустя после смерти компаньона, в Остафьеве начала работать суконная фабрика с привлечением части рабочих бывшей красильной фабрики. Другая часть рабочих красильного заведения была продана, вместе с «секретами» производства, новому владельцу, открывшему своё предприятие в Вологде.
Последнее было самым серьёзным нарушением Матвеева, которое при жизни предпринимателя «не замечалось» чиновниками. Расплачиваться за это самоуправство пришлось наследникам Кузьмы Матвеева, полностью лишившимся (после тридцатилетнего спора с наследниками П. И. Сухарева) своего права на имение, исключая произведённых Матвеевым построек: каменных и деревянных зданий суконной фабрики и каменного господского дома, обречённых на слом и на вывоз из имения.
В начале 1780-х гг. вдовой Анисьей Григорьевной Матвеевой и его детьми была перенесена каменная церковь Живоначальной Троицы из принадлежащего ей села Рязаново в усадьбу Остафьево.